# Handrij Zejler
Handrij Zejler bio je lužičkosrpski spisatelj. Pisao je komične, tragične i domoljubne pjesme. Najpoznatije mu je djelo himna lužičkih Srba Krasna Lužica. Bio je veliki domoljub i zalagao se za odcjepljenje lužičkih podričja (Branibor i Saska ili Gornja Lužica i Donja Lužica)